# Bakov nad Jizerou
Bakov nad Jizerou (deutsch Backofen an der Iser) ist eine Stadt im okres Mladá Boleslav in Tschechien. Sie hat 4498 Einwohner (2005).

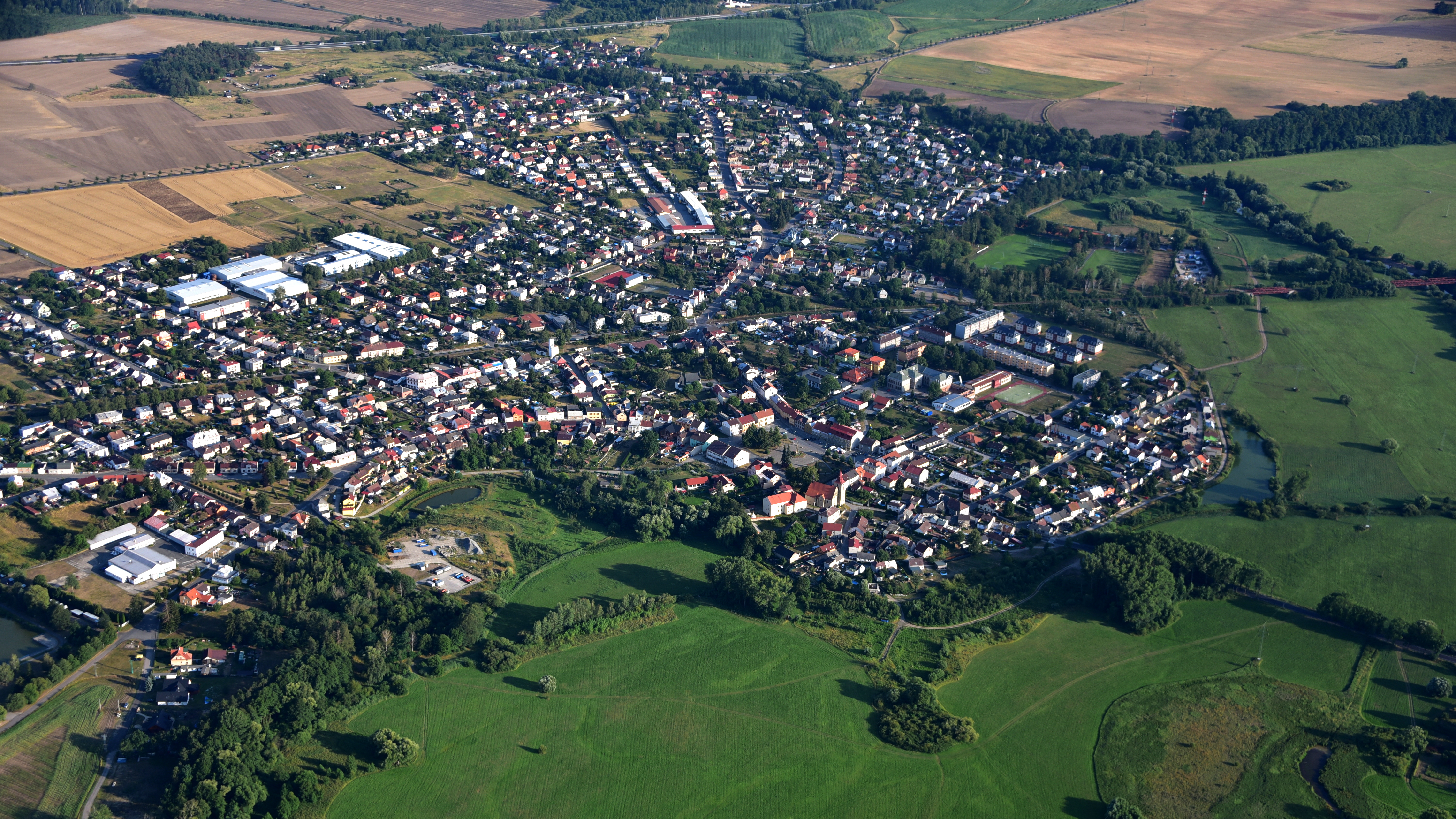
Bakov nad Jizerou, Luftaufnahme (2019)

## Geschichte

### Vorgeschichte
Die sumpfige und regelmäßig überschwemmte Niederung der Jizera war in vorgeschichtlicher Zeit nur spärlich besiedelt. Ausnahme war die bronzezeitliche Lausitzer Kultur. 1922 wurde im Dorf Malá Bělá auf der westlichen Flussseite ein Gräberfeld entdeckt, das mit 173 erhaltenen Gräbern zu den größten Fundorten dieser Kultur in Tschechien zählt.

### Mittelalter
Die Siedlung auf der Ostseite des Flusses entstand zu Zeiten der Binnenkolonisation im 13. Jahrhundert und gehörte zu den Ländereien des benachbarten Zisterzienser-Klosters Hradiště. Die erste schriftliche Erwähnung stammt aus dem Jahr 1345, als die Mönche einige Ortschaften an die Herren ze Zvířetic übergaben. In der Urkunde wird Bakov bereits als Städtchen bezeichnet, die Verleihung der Stadtrechte datiert aber erst aus dem Jahr 1497, als Hašek ze Zvířetic vom König Vladislav II. ein Marktprivileg erhielt. Dennoch blieb der Ort ein Ackerbürger-Flecken. Die wichtigste Einnahmequelle der Bevölkerung war die Landwirtschaft, daneben ist die Flussfischerei bezeugt. Als stärkste Handwerkerzunft ist seit dem 16. Jahrhundert die Töpferei belegt. 1590 erhielt Bakov das Privileg zum Bierbrauen und dem Salzhandel, 1612 wurde die Stadt von den herrschaftlichen Abgaben und Frondiensten befreit.

### Neuzeit
1623 übernahm das Geschlecht Waldstein die Macht. In den folgenden Jahren kam es zum wirtschaftlichen Niedergang des Ortes. Zum einen stellte die neue Herrschaft ungeachtet der geltenden Privilegien die alten Pflichten für Geld- und Naturalabgaben und den Frondienst wieder her. Erst am Ende des 17. Jahrhunderts erhielt Bakov die Rechte wieder. Zum anderen wurde die Gegend stark von den Zerstörungen des Dreißigjährigen Krieges betroffen: 1639/40 rissen die Schweden alle drei Flussbrücken nieder, 1643 brannte die Stadt vollständig aus.
Neben Stadtbränden und Epidemien hatte Bakov besonders mit Hochwasser zu kämpfen. Bereits 1753 versuchte die Gemeinde, das Flussbett der Jizera zu verlegen, um die regelmäßig katastrophalen und oft auch lebensbedrohlichen Folgen der Überschwemmungen abzumildern, allerdings mit mäßigem Erfolg. Weitere größere Regulierungen auf dem Gemeindegebiet fanden 1830 und 1845 statt. Dennoch tritt der Fluss bis heute über die Ufer. Das letzte große Hochwasser, welches das bebaute Stadtgebiet erreichte, ereignete sich im März 2000.
Von wirtschaftlicher Bedeutung war in der Neuzeit besonders das Flechten von Schilfrohr. Das Gewerbe führten die Kapuziner in der Stadt ein, die seit 1690 im benachbarten Mnichovo Hradiště ein Ordenshaus unterhielten. Bis 1914 bestand in Bakov eine Gewerbeschule für Mädchen, in der die Herstellung von Taschen, Schuhen, Hüten und anderen Gegenständen aus Rohr erlernt werden konnte.

## Persönlichkeiten

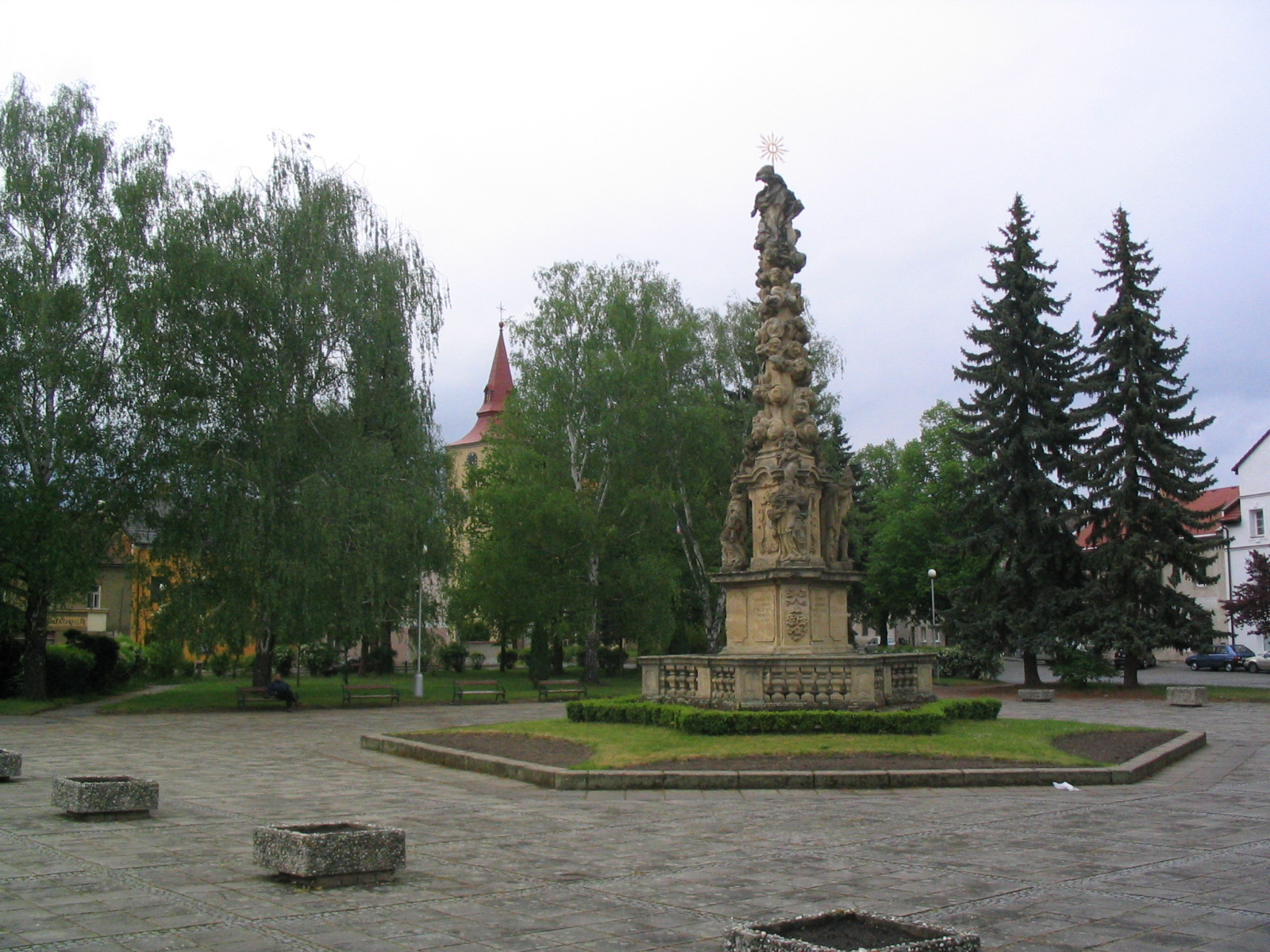
Marktplatz von Bakov mit der Pestsäule, erbaut 1727–29 von Jiří Jelínek

- Der Barockkomponist Jiří Ignác Linka (21. Januar 1725–30. Dezember 1791) war in Bakov als Kantor tätig.

Die Schriftsteller
- Rudolf Jaroslav Kronbauer (17. Juni 1884–25. März 1915)
- František Horčička-Havíř (* 16. Januar 1894)
- Karel Sellner (23. Oktober 1873–25. Februar 1955)
- Alois Havel (* 4. Januar 1901 in Podhradí u Jičína)
- Jaroslav Podobský (22. April 1895–28. September 1962)

arbeiteten hier.
- Der Bildhauermeister Jan Hájek (16. Mai 1745–26. August 1880) hatte hier sein Atelier, genauso wie der
- Maler Otakar Livory (1914–1997).

## Sehenswürdigkeiten
- Im 16. Jahrhundert bauten die Herren die gotische Kirche des Hl. Bartholomäus – erbaut 1384 – aus.
- Im Sommer bietet sich die Stadt als Ausgangspunkt für Wanderungen im Český ráj an.
- Die Burg Zvířetice befindet sich in der Nähe.

## Ortsteile
Zu Bakov nad Jizerou gehören die Ortsteile Bakov nad Jizerou, Brejlov, Buda, Horka, Chudoplesy, Klokočka, Malá Bělá, Malý Rečkov, Podhradí, Studénka, Velký Rečkov, Zájezdy und Zvířetice.